# Platte zweefvlieg
De platte zweefvlieg (Xanthandrus comtus) is een vliegensoort uit de familie van de zweefvliegen (Syrphidae). De wetenschappelijke naam van de soort is voor het eerst geldig gepubliceerd in 1780 door Harris.